# Dimps
 (septembre 2017).
Si vous disposez d'ouvrages ou d'articles de référence ou si vous connaissez des sites web de qualité traitant du thème abordé ici, merci de compléter l'article en donnant les références utiles à sa vérifiabilité et en les liant à la section « Notes et références ».
Dimps (ディンプス, Dimpusu) est un studio japonais de développement de jeux vidéo situé à Toyonaka, dans la Préfecture d'Osaka. L'entreprise est connue pour avoir travaillé sur plusieurs jeux vidéo issus des franchises Dragon Ball Z et Sonic. Elle a souvent collaboré avec la Sonic Team pour le développement des jeux de la licence Sonic, avec Capcom pour le développement de Street Fighter IV et avec Namco Tales Studio pour Tales of the Tempest.

## Jeux développés[2]
- 2001 : Digimon Battle Spirit (WonderSwan Color)
- 2001 : Sonic Advance (Game Boy Advance)
- 2002 : Shaman King: Spirit of Shamans (PlayStation)
- 2002 : Dragon Ball Z: Budokai (PlayStation 2)
- 2002 : Sonic Advance 2 (Game Boy Advance)
- 2003 : Dragon Ball Z: Budokai 2 (PlayStation 2)
- 2003 : Demolish Fist (Arcade)
- 2003 : Inuyasha: A Feudal Fairy Tale (PlayStation)
- 2003 : Digimon Battle Spirit (Game Boy Advance)
- 2004 : Sonic Advance 3 (Game Boy Advance)
- 2004 : Digimon Battle Spirit 2 (Game Boy Advance)
- 2004 : The Rumble Fish (Arcade)
- 2004 : Shaman King: Funbari Spirits (PlayStation 2)
- 2004 : Seven Samurai 20XX (PlayStation 2)
- 2004 : Dragon Ball Z: Budokai 3 (PlayStation 2)
- 2004 : Dragon Ball: Advanced Adventure (Game Boy Advance)
- 2005 : The Rumble Fish 2 (Arcade)
- 2005 : One Piece (Game Boy Advance)
- 2005 : Spikeout: Battle Street (Xbox)
- 2005 : Sonic Rush (Nintendo DS)
- 2005 : Shonen Jump's One Piece (Game Boy Advance)
- 2005 : Saint Seiya, Les Chevaliers du Zodiaque : Le Sanctuaire (PlayStation 2)
- 2006 : Tales of the Tempest (Nintendo DS)
- 2006 : Saint Seiya, Les Chevaliers du Zodiaque : Hadès (PlayStation 2)
- 2006 : Crash Boom Bang! (Nintendo DS)
- 2007 : Dragon Ball Z: Shin Budokai 2 (PlayStation Portable)
- 2007 : Sonic Rush Adventure (Nintendo DS)
- 2008 : Mobile Ops: The One Year War (Xbox 360)
- 2008 : Dragon Ball Z: Burst Limit (Xbox 360, PlayStation 3)
- 2008 : Sonic Unleashed (level design, PlayStation 2, Wii)
- 2008 : Draglade (Nintendo DS)
- 2008 : Draglade 2 (Nintendo DS)
- 2008 : Street Fighter IV (multi-support ; codéveloppement)
- 2008 : Dragon Ball Z: Infinite World (PlayStation 2)
- 2008 : Bleach DS 4th: Flame Bringer (Nintendo DS)
- 2009 : Dragonball Evolution (PlayStation Portable)
- 2010 : Super Street Fighter IV (multi-support ; codéveloppement)
- 2010 : Sonic the Hedgehog 4: Episode 1 (PSN, XBLA, WiiWare)
- 2010 : Sonic Colours (Nintendo DS)
- 2011 : Saint Seiya : Les Chevaliers du Zodiaque - La Bataille du Sanctuaire (PlayStation 3)
- 2011 : Sonic Generations (Nintendo 3DS)
- 2012 : Street Fighter X Tekken (PlayStation 3, PlayStation Vita, Xbox 360, Windows
- 2013 : Sonic Lost World (3DS)
- 2015 : Dragon Ball Xenoverse (PC, PlayStation 3, PlayStation 4, Xbox 360, Xbox One)
- 2015 : Saint Seiya: Soldiers' Soul (PC, PlayStation 3, PlayStation 4)
- 2015 : IC Carddass Dragon Ball (PC, iOS, Android)
- 2015 : School of Ragnarok Re:Boot (Arcade)
- 2016 : Street Fighter V (PC, PlayStation 4)
- 2016 : Dragon Ball Xenoverse 2 (PC, PlayStation 4, Xbox One)
- 2017 : Dragon Ball Xenoverse 2 For Nintendo Switch (Nintendo Switch)
- 2018 : Dragon Ball Legends (Android, iOS)
- 2022 : Dragon Ball: The Breakers (PC, PlayStation 4, Xbox One, Nintendo Switch)
- 2024 : Sword Art Online: Fractured Daydream (PC, PlayStation 5, Xbox Series X/S, Nintendo Switch)